# Eric Liddell
Eric Henry Liddell, škotski atlet, ragbist in misijonar, * 16. januar 1902, Tianjin, Imperij Čing, † 21. februar 1945, Internacijsko taborišče Weihsien, Kitajska.
Liddell je nastopil na Poletnih olimpijskih igrah 1924 v Parizu, kjer je osvojil naslov olimpijskega prvaka v teku na 400 m in bronasto medaljo v teku na 200 m. Njegovo življenje je prikazano v z oskarjem nagrajenem filmu Ognjene kočije iz leta 1981, v katerem ga igra Ian Charleson.